# Constitución de 1917 Uno
Constitución de 1917 Uno är en ort i Mexiko.   Den ligger i kommunen Antiguo Morelos och delstaten Tamaulipas, i den centrala delen av landet, 400 km norr om huvudstaden Mexico City. Constitución de 1917 Uno ligger 279 meter över havet och antalet invånare är 103.
Terrängen runt Constitución de 1917 Uno är platt västerut, men österut är den kuperad. Runt Constitución de 1917 Uno är det ganska tätbefolkat, med 65 invånare per kvadratkilometer. Närmaste större samhälle är Ciudad Mante, 17,0 km norr om Constitución de 1917 Uno. I omgivningarna runt Constitución de 1917 Uno växer huvudsakligen savannskog.